# گوشت تخمیرشده
گوشت تخمیرشده یک فرایند مهم نگهداری است که برای گوشت توسعه یافته اما به ندرت به تنهایی استفاده می‌شود.: 39 : 3 
یک نوع رایج از فرآورده‌های گوشتی تخمیرشده، سوسیس است که نمونه‌های قابل توجهی از آن شامل چوریزو، سالامی، سوجوک، پپرونی، نم چوا، سوم مو و سسیسون می‌شود.
فرایند تخمیر ممکن است برای قابل خوردن کردن گوشت‌هایی که به صورت عادی مصرف آن برای انسان‌ها سمی است، استفاده شود، مانند غذای ایسلندی هاکارل، که گوشت تخمیرشده کوسه گرینلند است.
در سال ۲۰۱۵، آژانس بین‌المللی تحقیقات سرطان وابسته به سازمان بهداشت جهانی، گوشت فرآوری‌شده، یعنی گوشتی که نمک‌سود، عمل‌آوری، تخمیر یا دودی شده است، را به عنوان «سرطان‌زا برای انسان‌ها» طبقه‌بندی کرد.